# Aerodramus maximus
La salangana nidonegro, rabitojo de nido negro o rabitojo de Lowe (Aerodramus maximus) es una especie de ave apodiforme de la familia Apodidae que vive en el Sudeste Asiático. Con una longitud media de 14 cm, es el miembro de mayor tamaño de su género. Sus nidos hechos con saliva solidificada se usan para hacer la sopa de nido de ave.

## Descripción
La salangana nidonegro mide unos 14 centímetros, y pesa entre 14 y 21 gramos. Sus alas miden entre 12,6 y 13,5 cm. Su cola mide unos 5 cm y es ligeramente ahorquillada. El plumaje de sus partes superiores, incluida la cabeza es de color pardo grisáceo, aunque su obispillo suele ser más claro, mientras que el de las inferiores es principalmente gris claro. El aspecto de ambos sexos es similar.

## Distribución y hábitat
Se encuentran en el sur de Tailandia y Birmania, Malasia, Indonesia, Brunéi, Singapur, el este de Vietnam y las islas más occidentales de Filipinas. Se encuentra sobrevolando gran diversidad de hábitats desde la costa hasta los 1830 m de altitud, principalmente en medios abiertos aunque también se encuentran en las selvas.